# Retablo de los Reyes

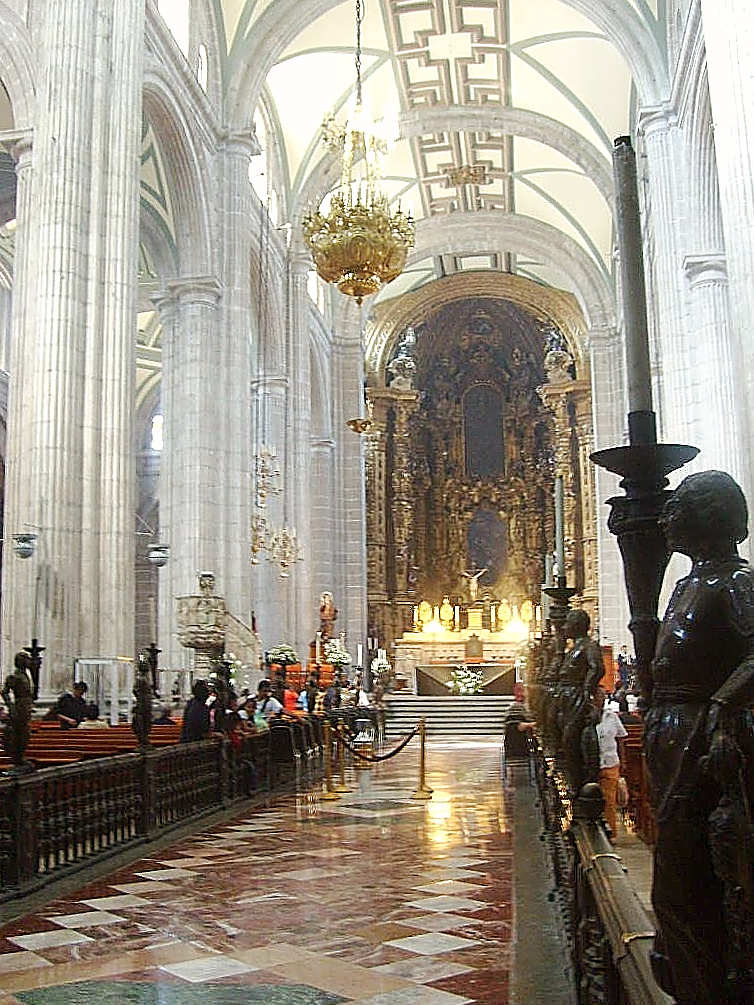
Nave central de la Catedral Metropolitana, con vista del Altar Mayor en primer plano y el Altar de los Reyes al fondo.

El retablo de los Reyes o altar de los Reyes es un altar novohispano de estilo barroco estípite que se ubica en la Catedral Metropolitana de la Ciudad de México. Indistintamente se le identifica como altar o retablo debido a que, como el resto de los demás existentes en el majestuoso templo, estaba destinado a servir para el culto oficiándose misas en él. Su autor fue Jerónimo de Balbás y su construcción transcurrió de 1718 a 1725.

Se ubica en el ábside, al fondo de la catedral, espacio denominado como Capilla de los Reyes, aunque no posee reja alguna que delimite y cierre dicho espacio a la manera de una capilla como todo el resto.

Tal es la calidad, riqueza y grandeza de esta obra, que se considera una de las más bellas obras de arte creadas bajo el estilo barroco churrigueresco en todo el continente Americano. 

## Historia

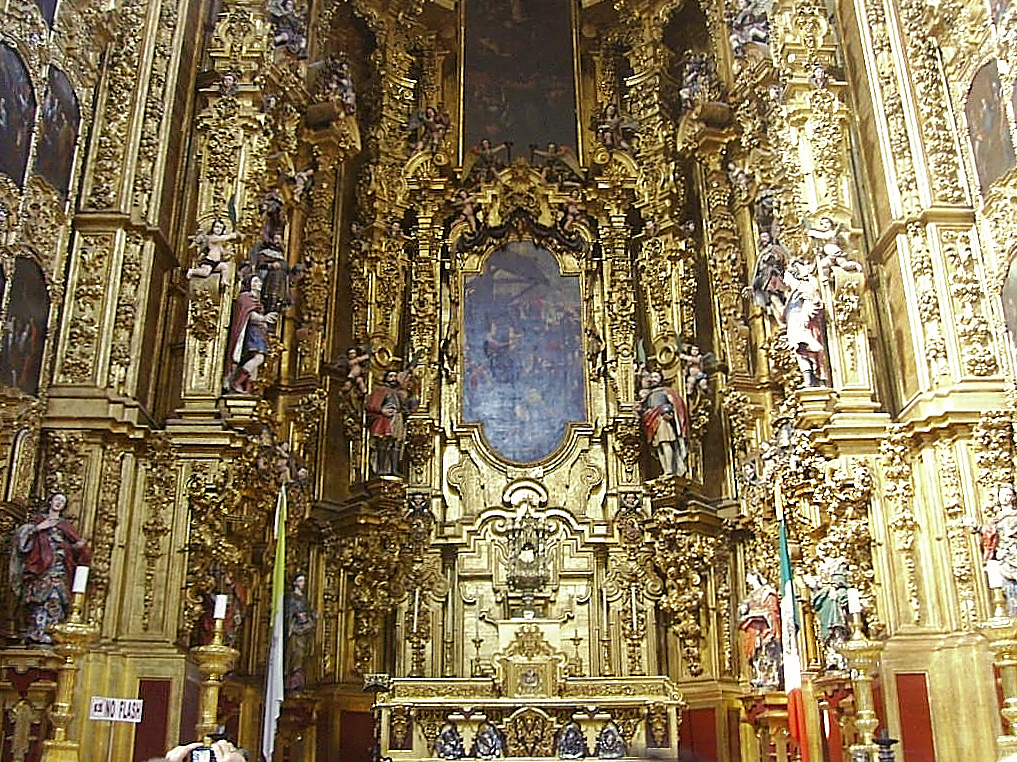
Altar de los Reyes (detalle), Catedral Metropolitana de la Ciudad de México.

Se puede considerar un monumento dentro de otro monumento que es la misma Catedral Metropolitana, debido a que es la obra cumbre del estilo artístico en el que fue concebido, el barroco churrigueresco o barroco estípite, también denominado "barroco mexicano", estilo arquitectónico originado y desarrollado plenamente en la Nueva España, donde alcanzó su máximo auge en su empleo en la decoración y ornamentación de edificios civiles y religiosos.

Durante el  virreinato, se tenía la costumbre de dedicar la capilla mayor de cualquier catedral española al rey gobernante, adjudicándosele la mayor importancia y riqueza artística. La catedral de la capital novohispana no fue la excepción, y por esa razón se encargó y llevó a cabo su construcción, a cargo de uno de los más reconocidos artistas de la época.

Es obra maestra del escultor español Jerónimo de Balbás, autor también del Altar del Perdón de esta misma catedral, y del Altar Mayor de la parroquia del Sagrario en la Catedral de Sevilla, España. Está hecho de madera de cedro blanco tallada, y revestido de lámina u hoja de oro, lo cual le otorga mayor majestuosidad. Su construcción transcurrió de 1718 a 1725, pero hasta 1736 comenzó el proceso de dorado, a cargo del maestro dorador Francisco Martínez. el retablo fue estrenado en 1737. 

Como dato curioso con respecto a este retablo, desde el año 1824 hasta 1925, fue allí donde reposaron los restos de algunos próceres de la Independencia de México tales como Don Miguel Hidalgo y Costilla, Ignacio Allende, Juan Aldama, entre otros; hasta el año en que fueron trasladados a la Columna de la Independencia.

## Estructura y composición
Este magnífico retablo, mide 25 metros del altura, 13 metros de ancho y 7 metros de profundidad, por lo cual preside la nave principal del templo por ubicarse detrás del presbiterio. Es de tres cuerpos verticales o calles formados por altas pilastras estípites, entre las cuales quedan comprendidas esculturas policromadas de reyes magos y reinas canonizados en medio de una profusión de detalles como querubin, guirnaldas, ramilletes y follajes.

En el eje principal, resaltan dos lienzos de Juan Rodríguez Juárez con los temas de La Adoración de los Reyes y La Asunción de la Virgen María. En la parte superior se hallan ángeles portando los atributos de la virgen como la Fuente Sellada, la Casa de Oro, el Pozo de Agua Viva y la Torre de David, mientras que en la cumbre remata una efigie de El Padre Eterno sosteniendo al mundo.

En la composición es una talla formada por tres calles verticales, dos laterales y una al centro, adornada con los cuadros La Asunción de la Virgen, y La Adoración de los Reyes, del pintor Juan Rodríguez Juárez. Este último, es el que da nombre al altar, además de una serie de esculturas de bulto de reyes y reinas canonizados, que posan a lo largo y ancho del altar. 

La efigies de reyes y reinas canonizados colocadas en este retablo son las de Santa Margarita de Escocia, Santa Elena, Santa Isabel de Hungría, Santa Isabel de Portugal, Santa Cunegunda y Santa Edita; y las de San Hermenegildo, San Eduardo, San Casimiro, San Luis rey y San Fernando rey.

Debido al estado de deterioro ocasionado por el paso del tiempo, se emprendió la restauración de este conjunto. Había sido dañado debido a un incendio ocurrido en 1967, que consumió el Altar del Perdón y destruyó las pinturas de la cúpula y alcanzó el Retablo de los Reyes. Actualmente en el resto del templo se llevan a cabo obras de restauración para conservar la integridad del inmueble religioso más importante del continente.